# Myxoproteus formosus
Myxoproteus formosus is een microscopische parasiet uit de familie Sinuolineidae. Myxoproteus formosus werd in 1979 beschreven door Kovaljova & Gaevskaya. 